# Pyropia gardneri
Pyropia gardneri ist eine marine Rotalge aus der Ordnung Bangiales. Sie lebt wie alle Arten der Gattung Pyropia in der Gezeitenzone und weist den für die Bangiales charakteristischen zweigliedrigen heterophasischen Generationswechsel auf, wobei die haploide Generation epiphytisch auf Braunalgen der Ordnung Laminariales wächst, während die mikroskopisch kleine diploide Generation meist in leeren Schalen von Meerestieren verborgen ist.

## Lebenszyklus
Der Lebenszyklus von P. gardneri wurde an der Pazifikküste in British Columbia (Kanada) untersucht. Dort treten die ersten haploiden Pflänzchen (Thalli) Ende Februar auf jungen Phylloiden ihres Wirts auf. Sie sind wie diese blattartig gestaltet, aber nur eine Zellschicht dick und mit Rhizoiden im Wirt verankert. Umgehend setzt eine ungeschlechtliche Vermehrung ein, indem sich einzelne Zellen am Rand des Phylloids als Monosporen ablösen. Wenn diese ein Wirts-Phylloid berühren, keimen sie aus, indem sie lange Rhizoide in dessen Zell-Zwischenräume aussenden und dann ein eigenes Phylloid bilden. So verbreitet sich P. gardneri, bis im späten April die geschlechtliche Fortpflanzung einsetzt. Die wie bei allen Rotalgen unbegeißelten männlichen Gameten, die Spermatien, entstehen zu je 64 in einer Spermatiummutterzelle, indem diese sich vielfach teilt. Dann werden sie freigesetzt und passiv durch die Wasserströmung verbreitet. Die weiblichen Gameten, Carpogonien genannt, sind einzelne Zellen des einschichtigen Phylloids, die an beiden Seiten des Phylloids je eine kleine Schwellung, die Prototrichogynen, ausbilden, durch welche die Befruchtung erfolgen kann. Dies geschieht, indem sich ein Spermatium an eine Prototrichogyne anheftet und dessen Zellkern durch diese in das Carpogon wandert.
Das befruchtete Carpogonium, die Zygote, teilt sich ein- oder zweimal und bildet so zwei oder vier diploide Carposporen. Aus diesen geht die winzige fadenförmige zweite Generation hervor, die wie bei allen Bangiales als Conchocelis-Stadium bezeichnet wird, weil sie früher als eine so benannte eigene Gattung betrachtet wurde. Den Sommer hindurch werden laufend weitere Carposporen freigesetzt, und das Conchocelis-Stadium pflanzt sich zudem ungeschlechtlich fort, indem es unter Langtags-Bedingungen Monosporen bildet. Im Kurztag (Herbst) geht es zur Bildung von Conchosporangien über, in denen die Meiose, also der Übergang zur haploiden Phase, stattfindet. Die daraus in Vierzahl hervorgehenden Tochterzellen werden erst dann als Conchosporen freigesetzt, wenn die Temperatur auf etwa 5 °C absinkt. Aus diesen kann die nächste haploide Generation hervorgehen, nachdem der Wirt im Dezember neu ausgetrieben hat.
Der Übergang von der Bildung von Monosporen zu der von Conchosporen ist eines der wenigen bekannten Beispiele einer photoperiodischen (von der Tageslänge abhängigen) Regulation bei Rotalgen. Es beruht offenbar auf einem Phytochrom-System als Photorezeptor.

## Systematik
Die Art wurde 1943 von Gilbert Morgan Smith und George Jacob Hollenberg als Porphyrella gardneri erstbeschrieben. Der Fundort des Typusexemplars liegt an der Küste der Monterey-Halbinsel in Kalifornien. Seit 1977 wurde die Art als Porphyra gardneri (G.M.Smith & Hollenberg) M.W.Hawkes bezeichnet. Nach molekulargenetischen Untersuchungen stellte Sandra C. Lindstrom sie 2011 in die Gattung Pyropia, gleichzeitig wurden zahlreiche weitere ehemalige Porphyra-Arten zu Pyropia ausgegliedert.